# Abu-Thàbit I
Abu-Thàbit I (àrab: أبو ثابت, Abū Ṯābit) fou sultà abdalwadita de Tlemcen del 1348 al 1352, juntament amb el seu germà Abu-Saïd Uthman II.
Després de l'ocupació marínida de Tlemcen el 1337 el príncep Abu-Thàbit (rebesnet d'Abu-Yahya I Yaghmuràssan ibn Zayyan va ser enrolat com altres prínceps a l'exèrcit del sultà conqueridor Abu-l-Hàssan Alí, però quan aquest va patir la decisiva derrota de Kairuan el 1348, com altres caps va abandonar l'exèrcit i junt amb el seu germà Abu-Saïd Uthman va reunir els partidaris de la dinastia que els van jurar fidelitat i van marxar cap a Tlemcen amb un exèrcit principalment format per maghrawes i els Banu Tudjin. Però a la ciutat el governador marínida Uthman ibn Yahya Ibn Djerrar (que era parent llunyà dels abdalwadites) s'havia declarat independent i no estava disposat a deixar sense més ni més el poder comptant amb el suport del governador militar que era cosí seu. L'exèrcit abdalwadita va derrotar els partidaris d'Ibn Djarrar en diversos xocs menors i es va presentar davant Tlemcen; llavors va esclatar una revolta a la ciutat i al mateix temps els atacants ja estaven entrant. El poble va portar als dos prínceps al palau i els va aclamar (17 de setembre de 1348). Ibn Djarrar va ser fet presoner però va rebre l'aman; no obstant sospitós al nou govern, fou empresonat al cap de pocs dies i va morir violentament a presó el desembre de 1348.
Abu-Saïd Uthman II com a germà gran va rebre una autoritat superior i el seu nom constaria a les monedes i a la khutba; el seu germà Abu-Thàbit I seria el cap de l'exèrcit i de les tribus nòmades. Un tercer germà, el més gran, Abu-Yakub, va romandre en el seu retirament espiritual de Nedromah on feia vida d'asceta i va ser cridat a Tlemcen però va refusar abandonar la seva vida renunciant als honors del tron.
Abu-Thàbit I es va ocupar dels afers militars marxant per tot el país posant orde i sotmeten a les tribus rebels. Entre els rebels estava l'emir dels maghrawa (clan Awlad Mandil) Alí ibn Ràixid, que el 1348 s'havia apoderat va apoderar de Miliana, Ténès, Brechk i Cherchell i va restablir l'emirat del Chelif com l'havien tingut els seus ancestres. Va demanar als marínides de reconèixer-lo a canvi del seu suport contra els abdalwadites que ressorgien, però els dos sultans abdalwadites van rebutjar amb amenaces la intervenció del nou sultà marínida Abu-Inan Faris. Ali especulava que els abdalwadites respectarien el principat, però es va equivocar i fou derrotat per Abu-Thàbit I i es va suïcidar (vers 1351). El seu jove fill Hamza ibn Ali va ser portat a Fes per ser criat com un marínida.
En revenja o per simple desig de reconquesta, el 1352 el sultà marínida Abu-Inan Faris va decidir atacar Tlemcen. Abu-Thàbit I va saber de la imminent invasió quan era a Tedellys (Dellys) i va tornar marxes forçades a Tlemcen on va arribar el 19 de maig de 1352; es va celebrar consell de guerra amb el seu germà i altres notables i es va acordar que Abu-Thàbit I marxaria a enfrontar als marínides al país d'Angad (que tenia per capital a Oudja i està creuat de sud a nord per l'Isly i el Missouin); el 7 de juny l'exèrcit de Tlemcen va sortir de la ciutat i va marxar a l'encontre dels marínides que ja eren prop de la frontera; el 14 de juny el sultà Abu-Saïd Uthman II va sortir també en la mateixa direcció amb un contingent de reforç; els dos grups es van reunir el 15 de juny que era divendres i van acampar a la vora del Isly juntament amb els contingents que arribaven dels Beni Amer. Abu-Inan pel seu costat havia acampat a l'altre costat del riu al territori dels Beni Mezghanem (no identificat). El 22 de juny Abu-Thàbit I va iniciar la batalla al moment que una part de l'exèrcit de l'enemic, que estava acampat al riu de les Canyes (uadi Kassab) estaven distrets i ocupats en diverses tasques; després d'una inicial fugida dels marínides aquestos es van reorganitzar i van contraatacar; llavors els Beni Amer van desertar i part de l'exèrcit abdalwadita que ho va veure es va desbandar; els abdalwadites foren llavors perseguits i derrotats.
Abu-Saïd Uthman II va intentar fugir disfressat però fou capturat el 25 de juny de 1352 i Abu-Inan el va fer executar immediatament. Abu-Thàbit I es va poder retirar cap a Tlemcen.
Allí es va fer un nou consell de guerra i es va decidir la retirada cap a Alger que es va iniciar el dia 28 de juny. En arribar al Chelif foren atacats pels maghrawa Awlad Mandil, que dirigits per Ali ibn Harun ibn Thabit, aprofitaven l'ocasió de venjança. No obstant els atacants foren rebutjats i van poder arribar a Alger. Els Thailebah àrabs de la Mitidja, es van declarar en rebel·lió i es van fer fort a les muntanyes dels Beni Abu Khalil (una fracció dels Beni Hasan). El xeic Wanzimmer Ibn Arif al capdavant de diverses tribus àrabs rebels es va posicionar a la fortalesa dels Beni Ilissen (una fracció del grup berber Matmata) al territori dels Beni Gharib (una fracció dels Harith Ibn Malik) a la Miliana. Abu-Thàbit I els va anar a combatre i va ocupar la fortalesa dels Beni Abu Khalil i va marxar contra Wanzimmer que es va anticipar i va sortir a l'ofensiva; Abu-Thàbit I que havia aconseguit a correcuita el suport dels maghrawa, es va disposar a fer-li front.
Mentre els marínides havien enviat a la zona un fort contingent manat pel visir Faris ibn Maymun ibn Dawud, darrere del qual marxaria el gruix de l'exèrcit manat pel mateix sultà; el visir va acampar a Ighil Toufilin (2 de setembre de 1352) i el sultà abdelwadita va decidir fer front primer a aquest perill. Abu-Thàbit I va presentar batalla i els va derrotar completament, però al final de la batalla es va presentar Wanzimmer que va fer una càrrega de cavalleria i va forçar als abdalwadites a retirar-se.
Abu-Thàbit I es va dirigir a Alger, però ja no tenia un exèrcit prou nombrós i fidel per fer front a les amenaces que representaven els enemics, i va decidir abandonar la ciutat amb un petit contingent. A la nit foren atacats a la vora del riu Nissah, prop de Dellys, i foren dispersats. Abu-Thàbit I acompanyat només pel seu visir Yahya ibn Dawud i per dos parents, Abu-Zayyan Muhàmmad ibn Yússuf, fill del seu germà, i Abu Hammu ibn Yússuf, un altre nebot germà de l'anterior, va continuar cap a l'est, tots disfressats, i van arribar a la plana del Summam, el riu de Bugia, ciutat governada per Abu Abd Allah Muhammad, net de l'ex sobirà hàfsida Abu-Yahya Abu-Bakr (II) (sultà 1318-1346, príncep de Constantina vers 1309-1313, i també de Bugia del 1312 al 1318), que era aliat del sultà marínida Abu-Inan Faris i a petició d'aquest ja havia posat alguns homes a vigilar la rodalia de Bugia a l'espera dels fugitius; finalment els van detectar i va ser fets presoner a Lebzou, una muntanya al sud de Bugia. Foren detinguts i empresonats i poc després va arribar Wanzimmer ibn Arif que se'n va fer càrrec i els va entregar a Abu-Inan Faris que estava acampat a Medea. El sultà marínida els va entregar als Banu Djarrar, que reclamaven el dret de venjança per la mort d'Uthman ibn Yahya ibn Djarrar, amb el permís per matar-los. La data exacta de la mort d'Abu Thabit no és coneguda però probablement fou abans del final del 1352.
| Precedit per: ocupació marínida | emir abdalwadita associat 1348-1352, sol 1352 | Succeït per: Abu-Hammu II |